# Lecania hassei
Lecania hassei är en lavart som först beskrevs av Alexander Zahlbruckner, och fick sitt nu gällande namn av W. Noble. Lecania hassei ingår i släktet Lecania och familjen Ramalinaceae.   Inga underarter finns listade i Catalogue of Life.